# John Woo
John Woo (Kanton, 1946. szeptember 22. –) kínai forgatókönyvíró, filmrendező. 
Kínában kezdte pályafutását, olyan (azóta már legendás) akciófilmekkel, mint a Szebb holnap 1, 2, 3, A Bérgyilkos vagy éppen A fegyverek istene. Az 1990-es évek elején lehetőséget kapott, hogy Amerikai Egyesült Államokban rendezzen filmeket: Tökéletes célpont (1993), Rés a pajzson (1996), Ál/Arc (1997), Mission: Impossible 2. (2000).

## Pályafutása

### Fiatalkora
John Woo-nak nehéz gyerekkora volt, a szülei szegények voltak.[forrás?] Woo-t már gyerekként érdekelte a filmkészítés, ezért nagyon sokat járt moziba édesanyjával együtt. Rendezésért való lelkesedése nem lombozódott le: a barátaival közösen csinálta a filmjeit, de ezek még nagyon gyerekcipőben jártak, mivel ezeket a filmeket lopott könyvtári könyvekkel és egy kölcsönkért felvevőgéppel készítette.[forrás?] A sikerre azonban még várnia kellett. 1969-ben lehetőséget kapott, hogy a Shaw Brothers Studios cégnél rendezőasszisztens legyen. 1973-tól már saját filmeket is rendezett. Ezek egyike volt a Fiatal sárkányok című produkció, ami végül nem került bemutatásra, mivel a szakértők túlságosan erőszakosnak találták.[forrás?] Ez nem tántorította el Woo-t attól, hogy megvalósítsa további terveit. 1976-ban a Halál keze című filmet forgatta, akkor találkozott Jackie Channel. A következő években többek között vígjátékokat rendezett, nem kis sikerrel.[forrás?]

### Hongkongi évek
1986-ra megalapozta azt a stílust, aminek a szakértőjévé és mesterévé vált. Ez volt a Szebb holnap című film, ami ismertté tette John Woo nevét (és nem utolsósorban a főszereplő, Chow Yun-fat is ezzel a filmmel lett ismert a keleti világban). A film története a triádok körül forog.
John Woo és Chow Yun-fat elkészítette a második részt. A filmben hongkongi rendőrség egy nagyszabású pénzhamisítási ügy leleplezésére készül. A folytatás hasonló sikereket ért el, mint az előzmény és ismét az egekbe emelte John Woo-t és Chow Yu-fat-et.
Készült egy harmadik rész is, Szebb holnap 3.: Szerelem és halál Saigonban címmel, de ezt már nem Woo rendezte, mivel ő különösebben nem rajongott egy harmadik részért, de mikor beleegyezett, megszakadt a baráti kapcsolata Tsui Harkkal, aki egyedül rendezte meg a filmet.[forrás?]
1989-ben Woo egy újabb filmet készített, A bérgyilkost, ami nem csak Kínában volt sikeres, hanem az Amerikai Egyesült Államokban is. Ezzel Woo betört az amerikai piacra és ezután azt a kijelentést tette, hogy élete végéig az Egyesült Államokban kíván dolgozni.[forrás?] A filmben ismét Chow Yun-fat a főszereplő. A film minden idők egyik legjobb akciófilmje lett és Kínában minden idők 5. legjobb akciófilmjének választották meg.[forrás?]
1990-ben Woo egy másik területen próbálta ki magát: hongkongi szemmel készített egy filmet Golyó a fejbe címmel, ami a vietnámi háborúról szól.
A vér nem válik vízzé című filmjével John Woo újra stílust váltott. Bár ez a film sem nélkülözi az általa megteremtett stílust, ám itt nem fognak a főszereplők vérben fürödni, mint az előző filmekben. Ez inkább egy könnyed akció-vígjáték. A vér nem válik vízzé mégis nagyban hozzájárult ahhoz, hogy az akciófilmek nagymesterét felfedezze magának Hollywood: Amerikában később televíziós sorozat készült belőle, melynek próbaepizódját (tulajdonképpen az eredeti film remake-jét) maga John Woo rendezte.
John Woo hollywoodi belépését megelőlegezendő készítette el A fegyverek istene című művét, amit sokan A bérgyilkos mellett az életmű egyik legjobb darabjának tartanak.[forrás?] A film rendkívül sikeres lett.[forrás?] 2007-ben még egy videójátékot is készítettek a film alapján. A Stranglehold című játékban Tequila nyomozót irányíthatja a játékos, aki Hongkongban és Chicagóban nyomoz az orosz maffia ellen. A játék időben a film története után játszódik.

### Hollywoodi évek
John Woo az Amerikai Egyesült Államokban Jean-Claude Van Damme-mal forgatta le első filmjét, Tökéletes célpont címmel. A moziban a rendező stílusjegyei közül többet is felismerhetünk (pl. lassítások és a túlzó lőpárbajok).
Woo következő filmje, a Rés a pajzson már nagyobb sikereket ért el, bár a filmben a stílusjegyei szinte már felismerhetetlenül elmosódtak.[forrás?] Ennek ellenére a film 150 millió dollár bevételt hozott.[forrás?]
1997-ben Woo leforgatta egyik legsikeresebb hollywoodi filmjét, az Ál/Arc-ot. A film több mint 125 millió dollárt hozott csak Amerikában és díjak, valamint felkérések egész sorát vonta magával.[forrás?]
2000-ben Woo rendezte Tom Cruise sikerfilmjének második részét, az Mission: Impossible 2.-t. A film 125 millió dollárból készült, de ennek ellenére rendkívül sikeres volt. 565 millió dolláros volt a bevétel, így ez John Woo legtöbb bevételt hozó filmje.[forrás?]
Woo 2003-ban ismét egy sci-fi vonatkozású filmet készített, A felejtés bére címmel.

## Díjai és jelölései
- Hong Kong Film Awards
  - 1987 díj: A legjobb film - Szebb holnap
  - 1987 jelölés: legjobb rendező - Szebb holnap
  - 1987 jelölés: legjobb forgatókönyv - Szebb holnap
  - 1990 jelölés: legjobb forgatókönyv - A Bérgyilkos
  - 1990 díj: legjobb rendező - A Bérgyilkos
  - 1991 jelölés: legjobb rendező - Golyó a fejbe
  - 1991 díj: legjobb vágás - Golyó a fejbe
  - 1992 jelölés: legjobb rendező - A vér nem válik vízzé
  - 1993 díj: legjobb vágás - A fegyverek istene
- Mystfest
  - 1992 jelölés: legjobb film - A fegyverek istene
- Szaturnusz-díj
  - 1994 jelölés: legjobb rendező - Tökéletes célpont
  - 1998 díj: legjobb rendező - Ál/Arc
- Sweden Fantastic Film Festival
  - 1997 díj: Zsűri Nagydíja - Ál/Arc
- Gemini-díj
  - 1998 jelölés: legjobb dráma sorozat - Rablóból pandúr
- World Stunt Awards
  - 2001 díj: Action Movie Director Award
- DVD Exclusive Awards
  - 2003 díj: legjobb Internetes video-premier - Hostage